# Sceloporus scitulus
Sceloporus scitulus (смугаста смарагдова ігуана) — вид ігуаноподібних ящірок родини фриносомових (Phrynosomatidae). Ендемік Мексики.

## Поширення і екологія
Смугасті смарагдові ігуани мешкають в горах на території штатів Герреро, Халіско і Оахака. Вони живуть в гірських сосново-дубових і дубових лісах, трапляються на полях. Зустрічаються на висоті від 1850 до 3450 м над рівнем моря. Є живородними.